# Blood Warrior
Blood Warrior (大江戸ファイト?, Ooedo Fight) è un videogioco arcade picchiaduro sviluppato da Atop e pubblicato nel 1994 da Kaneko. Seguito di Shogun Warriors, a differenza del predecessore, che mostrava una grafica cartoonesca sul modello di Street Fighter II, questo titolo presenta una grafica computerizzata realizzata a partire da attori reali, sulla scia del fenomeno Mortal Kombat.

## Modalità di gioco
In Blood Warrior sono disponibili nove personaggi giocanti, due dei quali presenti solamente come boss in Shogun Warriors e uno introdotto nel sequel.